# الغمياء
الغمياء قرية تقع في شمال المملكة العربية السعودية وتبعد عن مدينة حائل 130 كلم.

## إنشائها
انشائها الشيخ مشوح بن لهيلم بن سند السويدي الشمري وهو أمير السند من السويد من شمر ويحدها من الشمال جبل امتالع ومن الغرب جبل السمراء ومن الشرق قريه صداء والفرحانيه ومن الجنوب تل الضريبين.
لقي معارضة شديده في بدايه ألامر من اقاربه الأ أنه أَصر على إنشاء الغمياء.

## الحروب التي خاضها
خاض معركه السبلة مع قوات الملك عبد العزيز بن عبد الرحمن آل سعود وكان عمره آن ذاك 19 سنه تحت لواء السويد من شمر وهو أول من دخل مخيمات الدويش وابن حميد بعد انسحابهم.

حيث يذكر انهو أول من دخل على الخيام من القوات وعندما كان يبحث عن الذهب والرصاص (الفشق) إذ بفارس يرجع من التابعين لبن حميد والدويش دخل في احدي الخيام وصوب بندقيته اتجاهه حيث يقول «ماني ذابح ابي أشوف إذا انه راجع يبي يفتن (يحارب) ابي اذبحه وأذا راجع يبيله غرض بالمخيم اخليه ياخذه» وفعلاً اتى ذلك الفارس حتى وصل إلى أحد الخيام ثم رفع غطاء كان على الأرض واذء بشخص تحت ذلك الغطاء ثم امسك بيده واركبه معه الفرس وذهب يقول الشيخ مشوح«اضن ان كان صويب (مصاب من قبل)». فهذا يدل على انهو أول من دخل المخيم فذلك الفارس لو كان المخيم فيه ناس ما رجع بس يوم شاف ان مافيه أحد رجع والحق (أي انقذ) الي هو الحق سوء كان ذلك الرجل قريب له بالنسب أو صديق.

## مسمي قريه الغمياء
مسمي الغمياء اتى من بئر كان هناك ويقال إنهو حفر على عهد قبيله الهلالات.